# Big Time (álbum)
Big Time es el segundo álbum en directo del músico estadounidense Tom Waits, publicado en 1988 por Island Records. El álbum incluye actuaciones de dos conciertos ofrecidos durante la gira de 1987.

## Trasfondo
Para promocionar Franks Wild Years, Waits comenzó una gira por Norteamérica y Europa en octubre de 1987. La gira incorporó un aspecto teatral, ya que Franks Wild Years tuvo como base una obra teatral compuesta por el propio Waits diez años atrás y basada en su alter ego, Frank O'Brien. Waits describió a su alter ego, que debutó en el álbum Swordfishtrombones, como: "Todo un hombre. Creció en un pueblo rural americano donde Bing, Bob, Dean, Wayne y Jerry eran considerados constelaciones mayores. Frank, equivocadamente, piensa que puede ponerse él mismo los pantalones y presentarse ante un mundo que lo adorase. Es una combinación de Will Rogers y Mark Twain, tocando el acordeón, pero sin la sabiduría que ellos poseían. Tiene un corazón de poeta y el sentido de maravillarse con el mundo de un crío. Una leyenda en Rainville desde que quemó su casa y marchó buscando el Gran Momento". 
La obra teatral, estrenada el 17 de junio de 1986 en el Briar Street Theatre de Chicago, se mantuvo en escena durante dos meses y recibió reseñas mixtas.
Cinco de los últimos conciertos en  Norteamérica tuvieron lugar en el Walfierd Theatre de San Francisco y en el Wiltern Theater de Los Ángeles en noviembre de 1987, poco antes de que Waits extendiese la gira a Europa. Waits y su mujer, Kathleen Breenan, propusieron la idea de publicar el material grabado como una película. Originariamente titulada Crooked Time, Breenan jugó un papel importante en el desarrollo y la producción del proyecto.
Durante la posproducción  del álbum y el largometraje se bajó el volumen de la voz de Waits, aparentemente porque él y los productores querían "dar más potencia a las canciones".  Varios efectos de audio como pisotones, chasquidos de dedos, maracas, silbatos de tren, ruido de tráfico, risas y aplausos fueron también añadidos en la posproducción.

## Lista de canciones
Todos los temas compuestos por Waits excepto donde se anota.

| N.º | Título                              | Escritor(es)      | Duración |  |
| 1.  | «16 Shells From a Thirty-Ought-Six» |                   | 4:18     |  |
| 2.  | «Red Shoes»                         |                   | 4:19     |  |
| 3.  | «Underground*»                      |                   | 2:34     |  |
| 4.  | «Cold Cold Ground»                  |                   | 3:27     |  |
| 5.  | «Straight to the Top*»              | Tom Waits/Cohen   | 2:48     |  |
| 6.  | «Yesterday Is Here*»                | Tom Waits/Brennan | 2:40     |  |
| 7.  | «Way Down in the Hole»              |                   | 4:43     |  |
| 8.  | «Falling Down» (Studio)             |                   | 4:15     |  |
| 9.  | «Strange Weather»                   | Waits/Brennan     | 3:35     |  |
| 10. | «Big Black Mariah»                  |                   | 2:59     |  |
| 11. | «Rain Dogs»                         |                   | 3:36     |  |
| 12. | «Train Song»                        |                   | 4:29     |  |
| 13. | «Johnsburg, Illinois*»              |                   | 1:29     |  |
| 14. | «Ruby's Arms*»                      |                   | 4:54     |  |
| 15. | «Telephone Call From Istanbul»      |                   | 4:17     |  |
| 16. | «Clap Hands*»                       |                   | 4:57     |  |
| 17. | «Gun Street Girl»                   |                   | 4:01     |  |
| 18. | «Time»                              |                   | 4:10     |  |

(*) Temas omitidos en la edición de vinilo, solo incluidas en formato CD y casete.

## Personal

### Músicos
- Tom Waits: voz, piano, guitarra eléctrica (en "Cold Cold Ground" & "Strange Weather"), órgano (en "Falling Down") y percusión (en "16 Shells from a 30.6")
- Marc Ribot: guitarra, banjo y trompeta
- Fred Tackett: guitarra eléctrica (en "Falling Down")
- Greg Cohen: bajo, y trompa alto
- Larry Taylor: contrabajo (en "Falling Down")
- Ralph Carney: saxofón, clarinete y trompa barítono
- Willy Schwarz: acordeón, órgano Hammond, sitar y conga
- Michael Blair: batería, percusión, bongos y freno de tambor
- Richie Hayward: batería (en "Falling Down")

### Producción
- Tom Waits: productor
- Kathleen Brennan: productora
- Catharins Masters: producción adicional
- Biff Dawes: ingeniero